# Wilder Shores
Wilder Shores （字面意思：「更狂野的海岸」）是美國歌手Belinda Carlisle的第八個錄音室專輯。與她的其他通常被歸為流行音樂的專輯不同的是，本專輯有一系列由 Carlisle 親自演唱的古木基文錫克旋律。這是 Carlisle 睽違十年首次製作的專輯。